# Sérgio Oliveira (football, 1980)
Pour les articles homonymes, voir Sérgio Oliveira et Oliveira.
Sérgio Pacheco de Oliveira (né le 6 juillet 1981 à Rio de Janeiro) est un footballeur brésilien.
Il a signé en 2006, un contrat avec le club de Metalurg Donetsk.
Sérgio commence le foot dans son propre pays avec Calegio.
Ensuite, il est transféré aux Breda.
Pendant sa première saison aux Breda, 1999/2000, il a été champion de la première division et est monté en Euredivisie.
Il a même joué 21 matchs en marquant 3 buts.
Ensuite, il a joué deux saisons avec le Breda avec lequel, il a joué 51 matchs en marquant 14 buts.
Avec son ami Cristiano Dos Santos Rodrigues, il est parti à la Roda JC où il a commencé en 2005 sa 4e saison.
À l'été 2006, il est parti aux Metalurg Donetsk, et puis en hiver 2008, il est à Sivasspor.